# Düdenbüttel
Düdenbüttel is een gemeente in de Duitse deelstaat Nedersaksen. De gemeente maakt deel uit van de Samtgemeinde Oldendorf-Himmelpforten in de Landkreis Stade.
Düdenbüttel telt 1.044 inwoners.
Tot de gemeente behoren ook de gehuchten Grefenmoor en Weißenmoor, ten oosten, respectievelijk ten zuidoosten van het dorp Düdenbüttel. Düdenbüttel ligt aan de Bundesstraße 73, 4 km ten zuidoosten van Himmelpforten en 8 km ten westen van Stade. Het noordelijke buurdorp Hammah is vanaf Station Stade per stoptrein bereikbaar.

## Geschiedenis
Düdenbüttel wordt in 1059 voor het eerst als Dudanbutli (woonstee van een zekere Dudo) in een document vermeld. Kloosters in de omgeving bezaten er in de middeleeuwen boerderijen. Het is sedertdien tot op de huidige dag overwegend een boerendorp gebleven.
In 1764 werd Düdenbüttel zwaar geteisterd door een grote brand. In 1830, toen het dorp in het Koninkrijk Hannover lag, werd in de omgeving van Düdenbüttel een veenkolonie, Weißenmoor, gesticht. Tegen het einde van de Tweede Wereldoorlog, in april 1945, liep Düdenbüttel lichte oorlogsschade op.
Na de oorlog ontstond een sportclub in Düdenbüttel, die een vrouwen- vuistbalteam op de been wist te brengen, dat enige jaren lang tot de beste van geheel Duitsland behoorde.

## Bezienswaardigheden

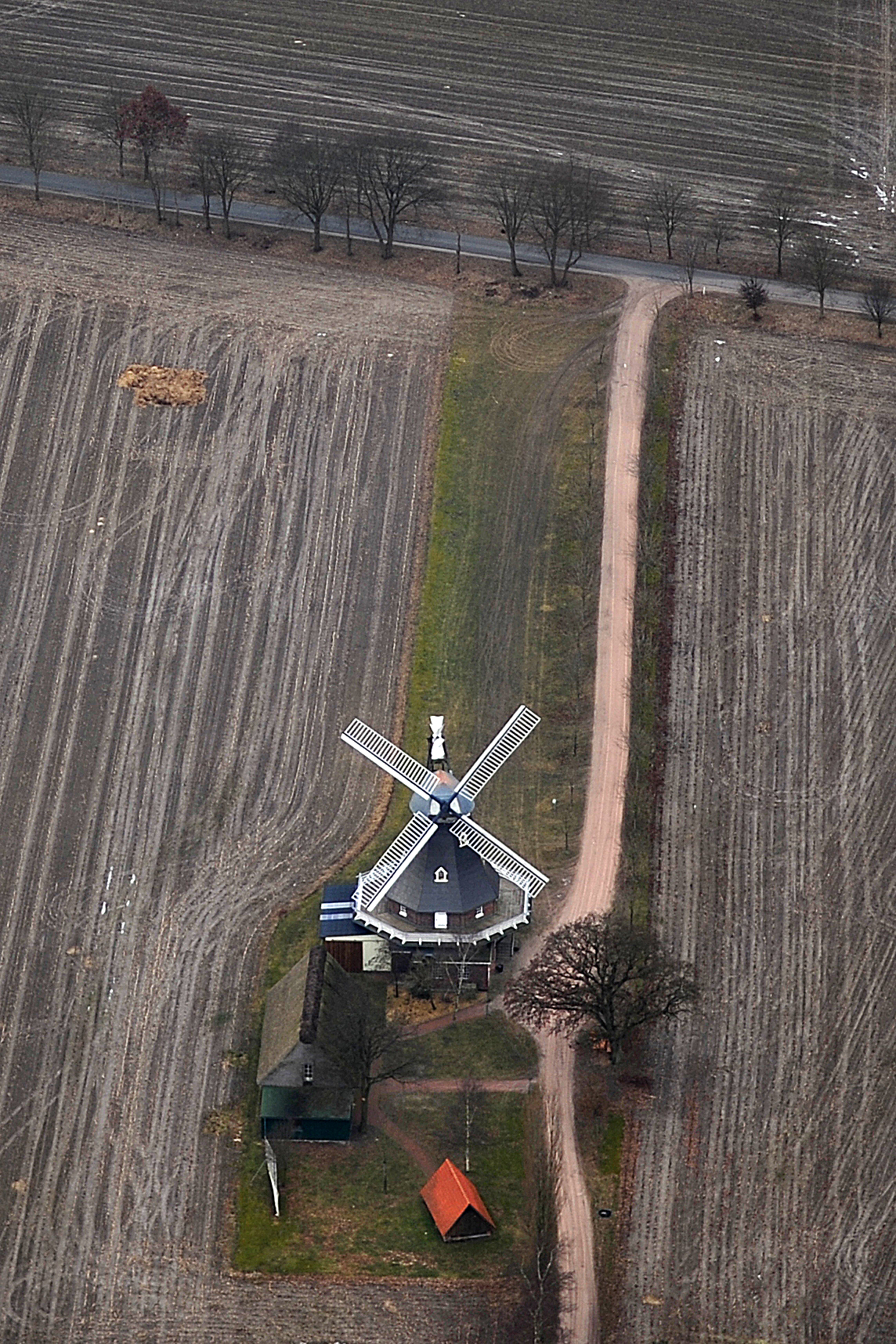
De molen Amanda

Ruim een kilometer ten oosten van het dorp staat een fotogenieke windmolen met de naam Amanda, een achtkante bovenkruier. In de in 1896 na brand nieuw gebouwde molen kunnen stellen uit de omgeving in het huwelijk treden.
- Gemeinsame Normdatei: 4784864-9
- Virtual International Authority File: 248746682

Agathenburg · 
Ahlerstedt · 
Apensen · 
Balje · 
Bargstedt · 
Beckdorf · 
Bliedersdorf · 
Brest · 
Burweg · 
Buxtehude · 
Deinste · 
Dollern · 
Drochtersen · 
Düdenbüttel · 
Engelschoff · 
Estorf · 
Fredenbeck · 
Freiburg (Elbe) · 
Großenwörden · 
Grünendeich · 
Guderhandviertel · 
Hammah · 
Harsefeld · 
Heinbockel · 
Himmelpforten · 
Hollern-Twielenfleth · 
Horneburg · 
Jork · 
Kranenburg · 
Krummendeich · 
Kutenholz · 
Mittelnkirchen · 
Neuenkirchen · 
Nottensdorf · 
Oederquart · 
Oldendorf · 
Sauensiek · 
Stade · 
Steinkirchen · 
Wischhafen